# Patrick Joseph Hayes

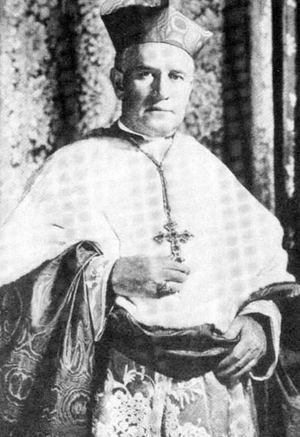
Patrick Joseph Kardinal Hayes

Kardinalswappen

Patrick Joseph Kardinal Hayes (* 20. November 1867 in Five Points Manhattan, New York; † 4. September 1938 in Monticello) war Erzbischof von New York.

## Leben
Hayes Eltern, Daniel und Mary Hayes (geb. Gleason), stammten aus dem County Kerry, Irland und wanderten im Jahre 1864 in die Vereinigten Staaten aus. Sein jüngerer Bruder John wurde 1870 geboren. Hayes’ Mutter starb im Juni 1872. Sein Vater heiratete 1876 wieder und auch seine Halbschwester Anastasia wurde in diesem Jahr geboren. Im Alter von 15 Jahren zog er zu seiner Tante und seinem Onkel, die ein Lebensmittelgeschäft betrieben, in dem er mithalf.
Nach dem Besuch der Akademie La Salle studierte er am Manhattan College, wo er in Philosophie und in den antiken Sprachen Latein und Altgriechisch exzellente Leistungen ablieferte, und das er 1888 mit dem Bachelor of Arts mit Auszeichnung verließ. In Manhattan lernte er auch seinen Freund George Mundelein, den späteren Erzbischof von Chicago, kennen. Hayes besuchte dann das St. Joseph’s Seminary in Troy.
Hayes empfing am 8. September 1892 durch Michael Augustine Corrigan, den Erzbischof von New York, die Priesterweihe. Er führte sein Studium an der Katholischen Universität von Amerika in Washington, D.C. weiter, wo er 1894 ein Lizenziat der Katholischen Theologie erwarb.
Nach seiner Rückkehr nach New York wurde er Kurat der Kirchengemeinde St. Gabriel an der Lower East Side, die von John Murphy Farley (später Erzbischof von New York) geleitet wurde. Nach John Murphy Farleys Ernennung zum New Yorker Weihbischof diente er von 1895 bis 1903 als dessen Privatsekretär, Kanzler der Erzdiözese und als Leiter des Knabenseminars. Am 15. Oktober 1907 wurde ihm der Titel eines Ehrenprälaten Seiner Heiligkeit verliehen.
Papst Pius X. ernannte ihn am 3. Juli 1914 zum Weihbischof im Erzbistum New York und Titularbischof von Thagaste. Der Erzbischof von New York, John Murphy Kardinal Farley, spendete ihm am 28. Oktober desselben Jahres in der St. Patrick’s Cathedral die Bischofsweihe; Mitkonsekratoren waren Henry Gabriels, Bischof von Ogdensburg, und Thomas Francis Cusack, Weihbischof in New York.
Am 24. November 1917 wurde er zum Apostolischen Vikar der Militärdiözese ernannt. Als Leiter des US-amerikanischen Militärordinariats während des Ersten Weltkrieges rekrutierte er hunderte von Priestern als Offiziere oder Militärgeistliche. Er war auch eines der vier bischöflichen Mitglieder des Vorstands des National Catholic War Council.
Nach dem Tod von Kardinal Farley im September 1918 wurde Hayes am 10. März 1919 von Papst Benedikt XV. zum fünften Erzbischof von New York ernannt und am folgenden 19. März in das Amt eingeführt. Er gründete 1920 die Wohltätigkeitsorganisationen des Erzbistums, deshalb wurde er als „Kardinal der Wohltätigkeitsorganisationen“ bekannt. In einem Hirtenbrief verurteilte er 1920 Abtreibung, Empfängnisverhütung und Scheidung. Er verurteilte das Treffen der American Birth Control League und nannte die Teilnehmer „Propheten der Dekadenz“. Er begrüßte die Wahl von Éamon de Valera zum Präsidenten der Republik Irland und spendete Sinn Féin $ 1.000.
Am 24. März 1924 nahm ihn Papst Pius XI. als Kardinalpriester mit der Titelkirche Santa Maria in Via in das Kardinalskollegium auf. Es wurde spekuliert, dass der Papst die Aufnahme in das Kardinalskollegium verzögerte, weil eine Gruppe von der St. Patrick’s Cathedral aus den nahen Union Club für das Hissen des Union Jack mit Steinen beworfen hatte, aber dennoch begrüßte Pius Hayes herzlich im Konsistorium als „lieben kleinen Bruder“. Der Kardinal unterstützte die Alkoholprohibition nicht, unterstützte hingegen Rechtsvorschriften zur Begrenzung der Unanständigkeit auf der Bühne und befürwortete die Hilfe für Arbeitslose während der Großen Depression. Nach Charles Coughlin lobte er den späteren Bürgermeister von New York Jimmy Walker (obwohl er vorher Walkers Mangel an Moral anprangerte), denn dieser hatte entschieden, dass kein kirchlicher Besucher eine religiöse Zusammenkunft ohne Erlaubnis des Kardinals veranstalten könne. Er nutzte 1932 seine Tammany Hall Kontakte zur Unterstützung der Demokraten bei der Kongressgesetzgebung für den Schutz der katholischen Schulen auf den Philippinen. Hayes hatte ein Ferienhaus in den Catskills, das Dominikanerinnen bewohnten.
Hayes starb an den Folgen eines Herzinfarktes und wurde in der Krypta unter dem Altar der St. Patrick’s Cathedral begraben.
Die Cardinal Hayes High School in der Bronx ist nach ihm benannt.